# Zakia Hussein
Zakia Hussein de son nom complet Zakia Hussein Ahmed est une femme politique britanno-somalienne. Elle est la secrétaire générale du parti politique somalien Hanoolaato et la première femme et la plus jeune chef adjointe des forces de police somaliennes. Zakia Hussein est surtout la première femme somalienne à détenir le grade de général de brigade,.

## Biographie

### enfance et formations
Zakia Hussein est originaire de la sous-division Surre du clan Dir.

## Carrière
Zakia Hussein devient en 2018, après sa nomination, la première femme et la plus jeune chef adjointe des forces de police somaliennes. Avant cela, en juin 2014, elle est nommée directrice de la police communautaire au sein des forces de police somaliennes. Première femme depuis de nombreuses années à occuper un poste de haut niveau au sein de la  police somalienne, Zakia Hussein était colonel et commandant en chef de la police communautaire et des relations publiques de l'agence nationale de Mogadiscio,,,,,.

## Tentatives d'assassinat
Zakia Hussein a survécu à deux tentatives d'assassinat.